# Козак-бандурист (Шевченко)
«Козак-бандурист» — утрачений малюнок авторства Тараса Шевченка, який був створений, орієнтовно, у 1843 році, під час першої подорожі художника Україною. Малюнок, швидше за все, було знищено пожежею у маєтку Капністів у 1919 році. Твір відомий завдяки двом збереженим фотокопіям. Один із найбільших малюнків художника, виконаних сепійною технікою. У центрі композиції зображений сліпий бандурист із козацьким оселедцем. Біля музиканта стоїть його поводир, а з-за огорожі видніється молода дівчина, яка слухає пісню. Сюжетно малюнок пов'язаний із поемою «Невольник» («Сліпий»), а стилістично — з народними картинами із зображеннями козака Мамая. Фігури кобзаря та поводира з малюнка були зображені на звороті 100-гривневої банкноти зразка 2005 року.

## Контекст
Тарас Шевченко зображував на своїх малюнках кобзарів та бандуристів протягом всього творчого шляху. Перший відомий малюнок такої тематики — «Козацький бенкет» був створений у 1838 році в Санкт-Петербурзі. Під час своєї першої подорожі Україною (1843) , Шевченко створив найбільше малюнків такої тематики. У період заслання та в останні роки життя, художник рідко звертався до зображення кобзарів та бандуристів.
Сепією — сіро-брунатною фарбою виробленою з морських молюсків, Тарас Шевченко почав малювати під час перебування у столиці Російської імперії. Один з перших сепійних малюнків художника, це «Визволення апостола Петра з темниці» (1836). За сепійний малюнок «Хлопчик-жебрак, який хлібом годує собаку» Тарас Шевченко отримав срібну медаль другого ступеня від Імператорської академії мистецтв. Сепією художник малював протягом всього життя, використовуючи її для ілюстрацій, пейзажів і портретів сучасників.

## Історія малюнку
Малюнок був створений орієнтовно у жовтні 1843 року, під час першої подорожі Тараса Шевченка Україною. Місцем створення вважається село Ісківці на Полтавщині. Першим власником малюнку був миргородський повітовий предводитель дворянства Олексій Капніст, по його смерті малюнок залишався власністю родини Капністів.
Він експонувався на «Першій виставці української старовини», яка проводилася у будинку Лебединської управи у 1918 році. Укладач каталогу виставки, мистецтвознавець Стефан Таранушенко, так описав експонат: «Кобзар з поводирем. Власноручний малюнок Т. Г. Шевченка, помічений 1843 роком (збірка графині В. В. Капніст)». Подальша доля малюнку невідома, припускається, що його повернули власниці і він згорів наступного року під час пожежі у маєтку Капністів у селі Михайлівка.
У лівому нижньому куті малюнку є напис «1843. Т. Шевченко». Музейна фотографія наклеєна на паспарту, на його лицевій стороні є напис чорнилом «№ 1», на звороті напис олівцем: «Т. Г. Шевченко. Молодий бандурист. Ілюстрація до поеми „Невольник“ (лицевий бік). Сепія 1843 р. 230 х 180. Згорів в маєтку Капніста с. Михайлівка Лебедин. р-ну. Невідомий варіант малюнка Т. Шевченка „Кобзар“. Загинув у будинку Капніста в селі Михайлівці.» На звороті малюнку знаходилося кілька начерків відомих під умовною назвою «На пасіці й інші зарисовки», які збереглися завдяки зробленій фотокопії. Центр листа займає начерк до картини «На пасіці», фрагмент цього начерку знаходився на правому краю. На інших краях знаходилися начерки до офорта «Судня рада», малюнка «Козак-бандурист», картини «Селянська родина» та зображення людської постаті.
Малюнок вперше згадується у літературі під назвою «Кобзар з поводирем» (1918), вперше опублікована репродукція музейної версії світлини у 1936 році в «Літературній газеті» під назвою «Молодий кобзар з поводирем». Також, у літературі використовувалися такі назви: «Автоиллюстрация к „Невольнику“», «Автоиллюстрация». У сьомий том Повного зібрання творів Тараса Шевченка в десяти томах, малюнок був включений під назвою «Сліпий» («Невольник») як і однойменна поема поета створена через два роки після малюнку. Володимир Яцюк вказував на штучність назви та запропонував замінити її на «Козак-бандурист». У новому, дванадцятитомному, повному зібранні творів Шевченка, малюнок отримав назву запропоновану Яцюком.

## Характеристика копій
Зберіглося дві фотографії оригінального малюнку. Одну з копій зробив співробітник Лебединського музею під час експонування малюнку на «Першій виставці української старовини». Світлина зберігалася в установі до 1933 року, поки її не придбав Інститут літературознавства ім. Т. Г. Шевченка. Копію передали до Галереї картин Т. Г. Шевченка у Харкові. З 1948 року вона зберігається у Національному музеї Тараса Шевченка, інвентарний номер ф-199, стан задовільний. Інша світлина зберігалася у приватній колекції шевченкознавця Володимира Яцюка. На думку власника, ця світлина також була зроблена під час виставки у Лебедині.
Світлини мають невеликі відмінності, музейний екземпляр трохи обрізаний з країв. Також, на світлині із зібрання Яцюка біля лівого краю оригіналу прикладена лінійка, яка дозволяє уточнити розмір оригіналу. Розмір оригінального малюнку — 23*18 см, він відомий завдяки напису на паспарту музейної фотокопії та замірам на світлині зі збірки Яцюка. Це був один з найбільших сепійних малюнків Шевченка. Розмір обрізаного матеріалу на музейній світлині, якщо її перевести в розміри оригіналу, складає пів сантиметра. У десятитомному повному зібранні творів було помилково зазначено не розмір малюнка, а розмір фотографії — 14*11,1 см. Такого ж розміру були виготовлені сепійні копії, які експонувалися в Національному музеї Тараса Шевченка. В новому, дванадцятитомному, повному зібранні творів вказаний правильний розмір малюнка.
Необрізана версія світлини з колекції Яцюка вперше була опублікована власником у щорічнику «Відкритий архів» за 2004 рік.

## Сюжет малюнка

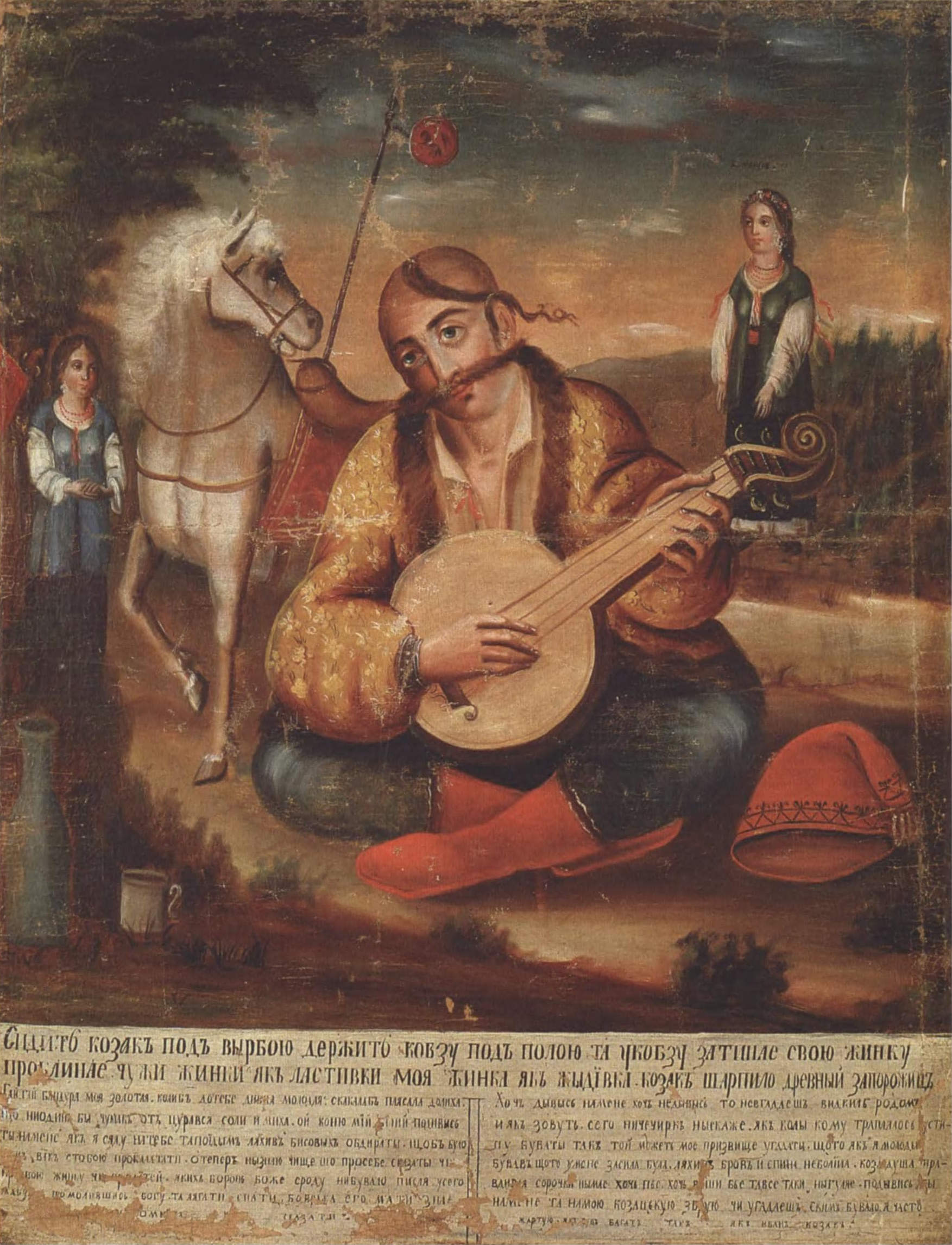
«Козак Мамай». Перша половина XIX сторіччя

Центральною фігурою на малюнку є постать сліпого козака-бандуриста у повний зріст, який зображений «сміливим і упевненим в собі народним співцем». Кобзарь грає на кобзі коло огорожі, праворуч від нього стоїть його поводир — хлопчик одягнутий у бриль та який опирається на палицю. З-за огорожі виглядає сумна дівчина, яка стоїть коло перелазу та слухає кобзаря, поринувши у свої думки. На задньому плані зображений зі спини чоловік з палицею, який йде вулицею. Мистецтвознавиця Ірина Вериківська вказувала, що завдяки світлотіньовому моделюванню постатей людей, конструкцій будівель паркану та дерева за ним, Тарасу Шевченку вдалося збагатити його монохромну сепію. Завдяки контрасту тону, «митець передав сумну мелодію пісні, що заполонила художній простір малюнка».
Олексій Новицький, використовуючи, лише, каталог лебединської виставки, який не мав ілюстрацій, помилково відніс цей малюнок до творів авторство яких приписується Тарасу Шевченку. На його думку, у каталозі йшлося про офорт Василя Штернберга — «Кобзар з поводирем», який був фронтиспісом до першого видання «Кобзаря».
Через подібність сюжету малюнка до поеми «Невільник», його вважали автоілюстрацією, доки дослідниця Любов Внучкова не встановила, що малюнок був зроблений за три роки до створення поеми й тому не міг бути автоілюстрацією. Мистецтвознавець Сергій Раєвський вважав малюнок своєрідним творчим ескізом до поеми, в якому «викрісталізовувалися поетичні образи „Невольника“». Також, дослідник вважав цей малюнок, як і картину «Катерина», добрим прикладом того, що неможливо розділяти Шевченка-художника та Шевченка-поета. Сергій Раєвський пов'язував сюжет, зображений на малюнку, зі сценою поеми, де Ярина вгадує у сліпому кобзарі свого нареченого Степана:
«Отак на улиці під тином
Ще молодий кобзар стояв
І про невольника співав.
За тином слухала Ярина…».
Джерелом натхнення Сергій Раєвський вважав одну з народних дум, в яких часто зустрічається сюжет про повернення з турецького полону.
Володимир Яцюк зазначав, що це єдиний малюнок Шевченка, на якому художник зобразив бандуриста з козацьким оселедцем. Також, на малюнку видно вплив народних картин зображуючих козака Мамая, які були добре відомі Шевченку. Так, він зобразив таку картину, як частину інтер'єру передпокою Богдана Хмельницького на малюнку «Дари в Чигрині 1649 року». Художник неодноразово використовував образний лад та композиційну схему народної картини при створенні своїх творів. До таких народних картин відносять «Катерину» та серію малюнків «Притча про блудного сина».
Володимир Яцюк позначив у «Козаку-бандуристові» такі риси характерні для народної картини: «центричність композиції, головна й коментувальна постаті, майже завжди обов'язкова крона дерева на другому плані, зрештою,— сам персонаж». Однак, на малюнку Шевченка, головний герой зображений натхненно-драматичним, а козака Мамая зображують символічно-оптимістичним.

## Схожі малюнки

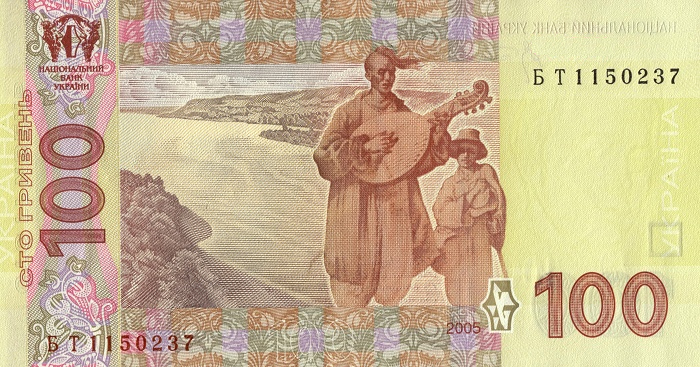
100 гривень зразка 2005 року

Відомо ще кілька графічних творів Тараса Шевченка зі схожим сюжетом, всі вони датуються 1843 роком. У Національному музеї Тараса Шевченка зберігається інший варіант малюнка розміром 14,5*10,5 см, де бандурист зображений у брилі. У приватній збірці Іллі Зільберштейна зберігався ескіз малюнку за подібним сюжетом, пізніше він був переданий до Музею приватних колекцій Державного музею образотворчих мистецтв імені О. С. Пушкіна у Москві. Він був зроблений на звороті автопортрету, який Тарас Шевченко подарував княжні Варварі Рєпніній. Також, відомо три начерки на цю тему, один з цих начерків відомий лише за фотокопією, бо він знаходився на звороті оригінального малюнку «Козак-бандурист» і загинув разом з ним під час пожежі. У Шевченківському словнику підкреслювалося, що ескіз та начерки значно відрізняються один від одного та від малюнків трактуванням персонажів та художнім розв'язанням.
Постаті кобзаря та хлопчика на зворотній стороні 100-гривневої банкноти зразка 2005 року перенесені на купюру з цього малюнка. Історик Андрій Стародуб, аналізуючи зображення на банкноті, назвав постаті сліпого кобзаря з хлопчиком-поводирем «бонусом» до фрагменту картини «Катерина» на лицьовій стороні банкноти. Він проводив паралель між постатями та кініцівкою поеми «Катерина», де розповідалося про сина героїні ставшого поводирем сліпого кобзаря.

## Галерея

Бандурист, малюнок
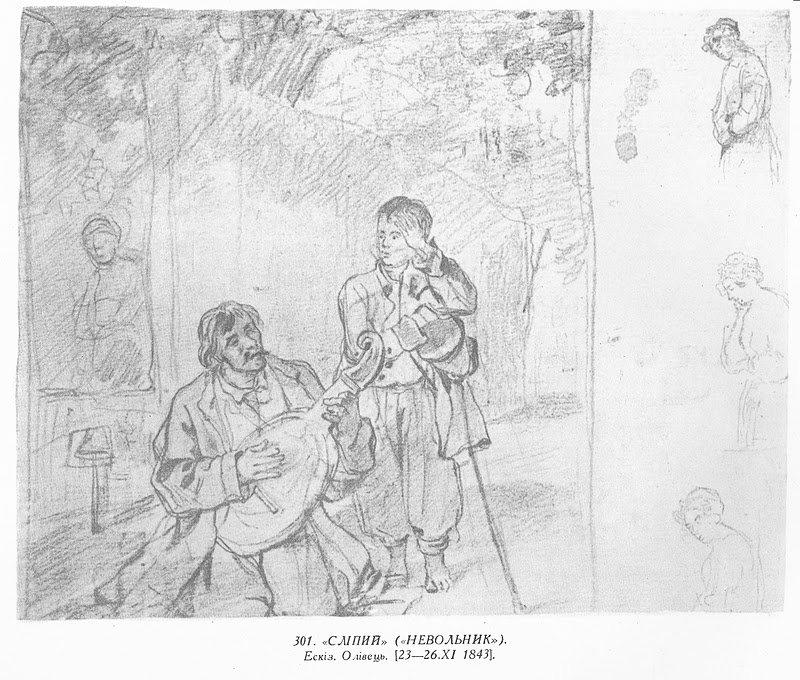
Кобзар з поводирем, ескіз
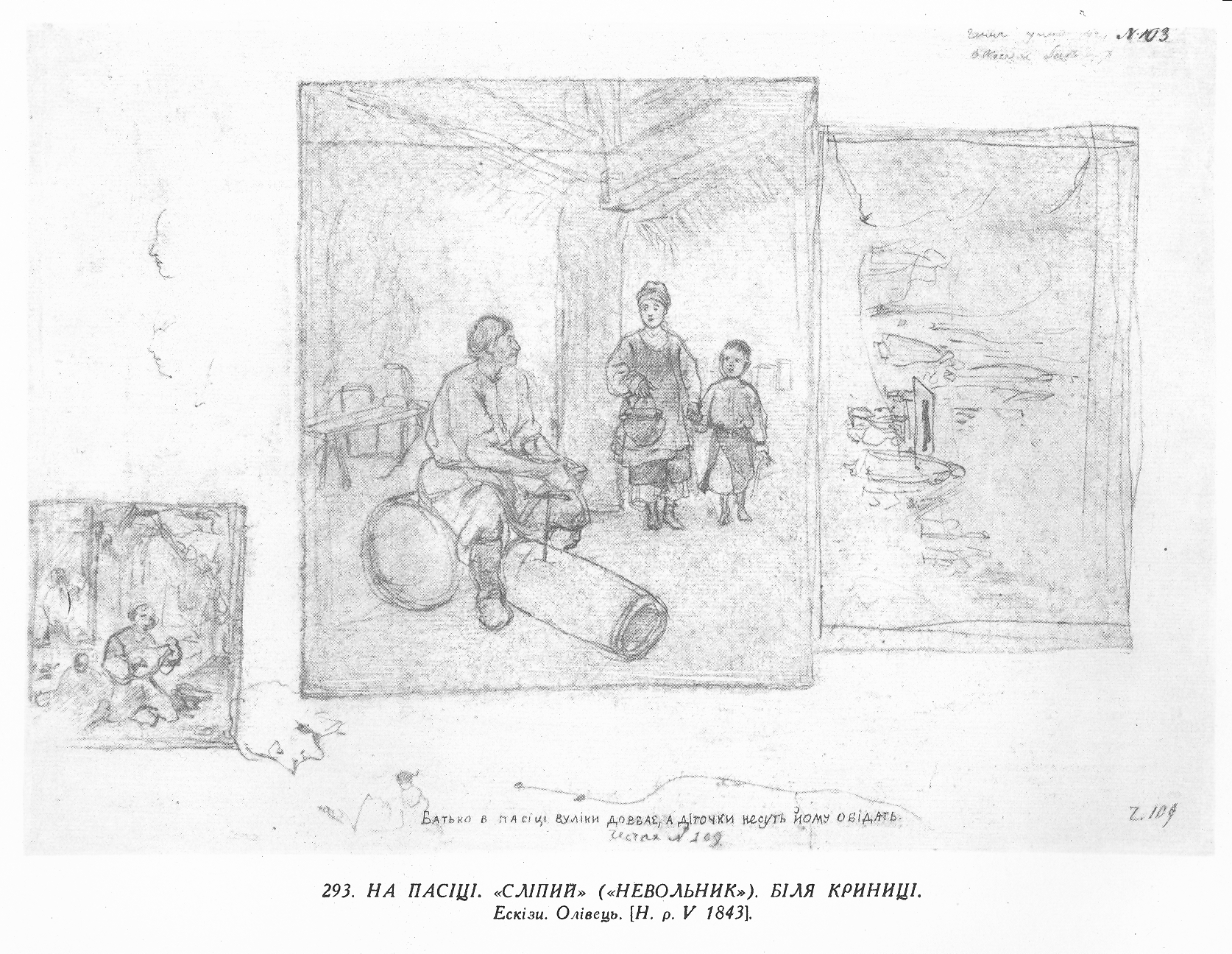
На пасіці. Кобзар з поводирем. Біля криниці, начерки
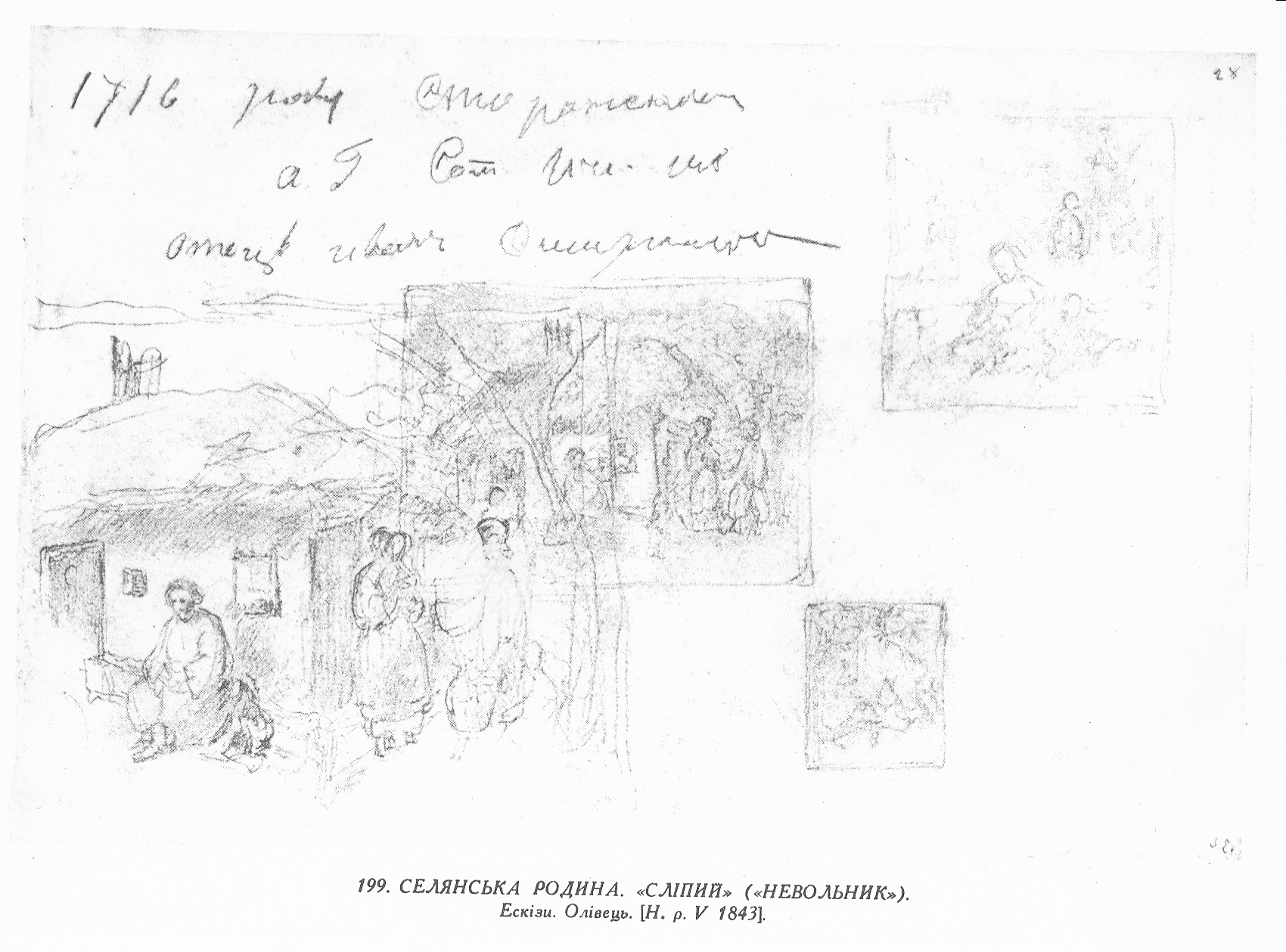
Селянська родина. Кобзар з поводирем, начерки
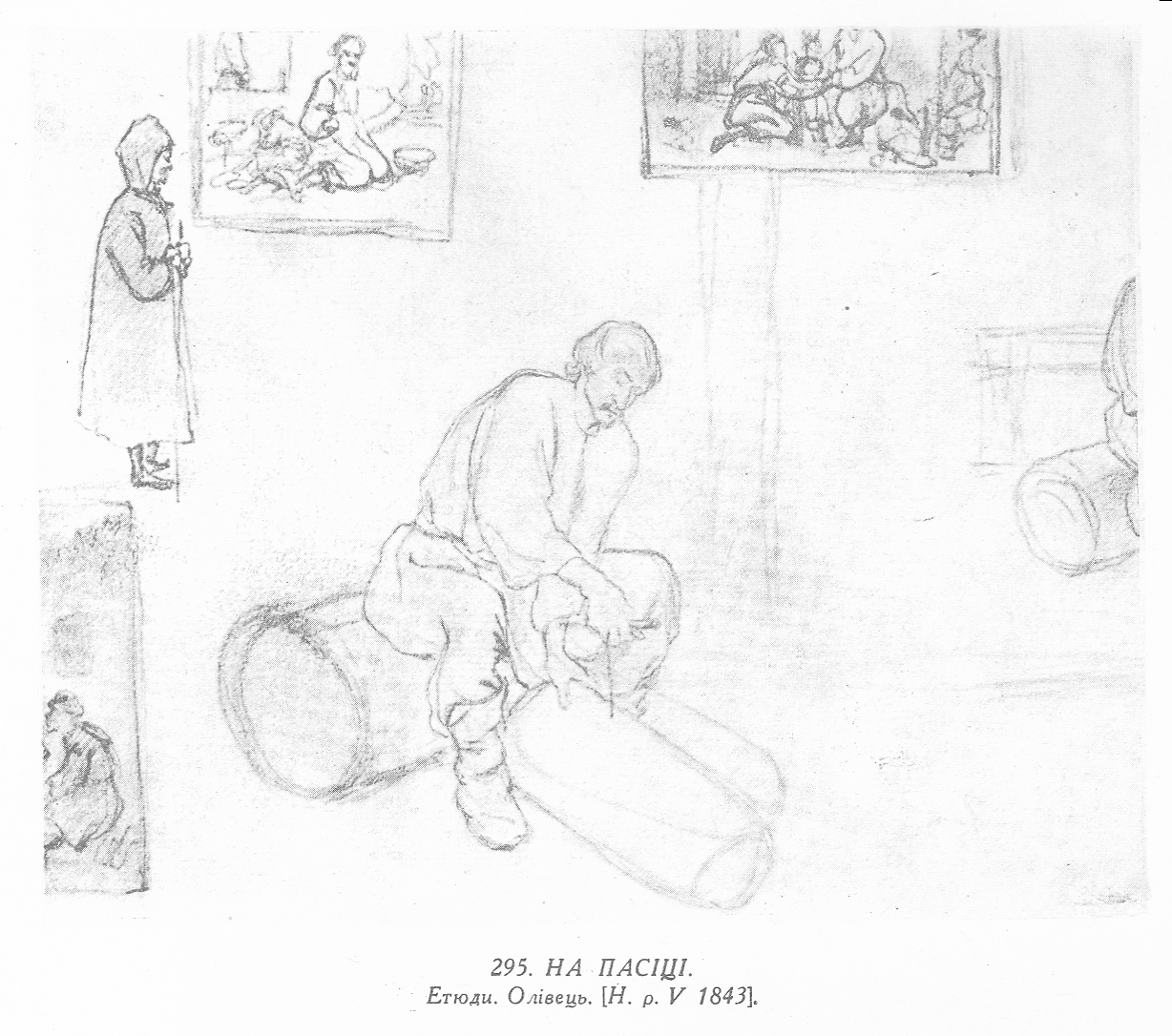
На пасіці, начерки що знаходилися на звороті оригінального малюнку